# Bainit
Bainit – składnik metastabilny powstający z rozpadu austenitu w przedziale temperatur między temperaturą powstawania perlitu, a temperaturą początku pojawiania się martenzytu. Zawiera przesycony ferryt, w którym węgiel jest wydzielany w postaci węglików.
Mieszanina przesyconego ferrytu i wydzielonych węglików. Termin bainit odnosi się do mikrostruktury uzyskanej w wyniku przemiany austenitu w temperaturze pomiędzy przemianą austenitu w perlit, a powyżej temperatury przemiany austenitu w martenzyt, określanej mianem przemiany bainitycznej. Typowo zjawisko to odbywa się w przedziale temperatur 250–650 °C, 250–550 °C. Ma ona charakter częściowo dyfuzyjny.

## Historia
W późnych latach 20. XX wieku przeprowadzono kilka pionierskich eksperymentów związanych z przemianą izotermiczną austenitu w zakresie temperatur pomiędzy zakresem występowania perlitu i martenzytu. W 1930 roku dwójka naukowców – E.S. Davenport i Edgar Bain (1891–1971) zaobserwowali nową mikrostrukturę składającą się z „iglastych, ciemnych wydzieleń”. Nowa mikrostruktura zupełnie różniła się od mikrostruktur perlitu i martenzytu obserwowanych na tych samych próbkach. Pierwotnie nazwano ją mikrostrukturą martenzytyczno-troostytową. Cechowało ją szybsze trawienie od martenzytu, lecz wolniejsze od troostytu.
Naukowcy później wykazali istnienie dwóch odmian nowej mikrostruktury. Strukturę powstałą tuż powyżej temperatury Ms nazwano „dolną”, natomiast strukturę powstającą w wyższych temperaturach nazwano „górną”.
W 1934 roku pierwszy raz użyto stwierdzenia bainit w stosunku do tej mikrostruktury, jako hołd w kierunku jednego z jej odkrywców.
W 1939 roku Mehl jako pierwszy zaproponował, aby różniące się od siebie mikrostruktury bainitu nazwać bainitem dolnym oraz górnym.

## Przemiana bainityczna
Przy zwiększonych szybkościach chłodzenia stali z zakresu istnienia austenitu przemiany tracą charakter dyfuzyjny. Zmiany składu chemicznego w austenicie są dużo wolniejsze niż szybkość chłodzenia. W takich warunkach zachodzą przemiany pośrednie austenitu. Dzięki temu powstaje mikrostruktura, która jest mieszaniną przesyconego węglem ferrytu i dyspersyjnych węglików ɛ (Fe2,4C). W zależności od temperatury, w której zachodzi przemiana i szybkości chłodzenia może tworzyć się:
- bainit górny,
- bainit dolny[3].

Strukturę bainitu jest bardzo trudno odróżnić. Od obserwatora wymagana jest duża wiedza i doświadczenie.
Homogeniczna przemiana bainityczna jest trudna do zaobserwowania w praktycznie we wszystkich stalach niestopowych, gdyż jest silnie maskowana przez przemiany austenitu w perlit i ferryt.

### Bainit górny
Bainit górny jest to przesycony węglem ferryt o budowie pierzastej, w którym między ziarnami lub w ich wnętrzu posiada nieregularne wydzielenia cementytu. Powstaje w zakresie temperatur 550 – 350 °C w wyniku zajścia przemiany pośredniej z austenitu. Bainit górny składa się z pakietów silnie zdefektowanych listew ferrytu, a między nimi znajduje się cementyt.
Ogólne charakterystyka:
- strukturalnie podobny do troostytu,
- twardość około 45 HRC,
- słaba ciągliwość,
- słabe właściwości wytrzymałościowe, które można poprawić poprzez odpuszczenie,
- bardzo słaba odporność na pękanie[2][3][4].

### Bainit dolny
Bainit dolny jest to przesycony węglem ferryt o budowie płytkowej, który we wnętrzu ziaren posiada drobnodyspersyjne wydzielenia węglików. Powstaje poniżej temperatury 350 °C w wyniku zajścia przemiany pośredniej z austenitu. Bainit dolny składa się z silnie zdefektowanych listew ferrytu, we wnętrzu których znajduje się cementyt. Listwy są ustawione pod kątem 55 – 60°.
Ogólne charakterystyka:
- strukturalnie podobny do martenzytu,
- twardość około 55 HRC,
- wysoka twardość i odporność na ścieranie,
- dużo lepsza ciągliwość niż u bainitu górnego,

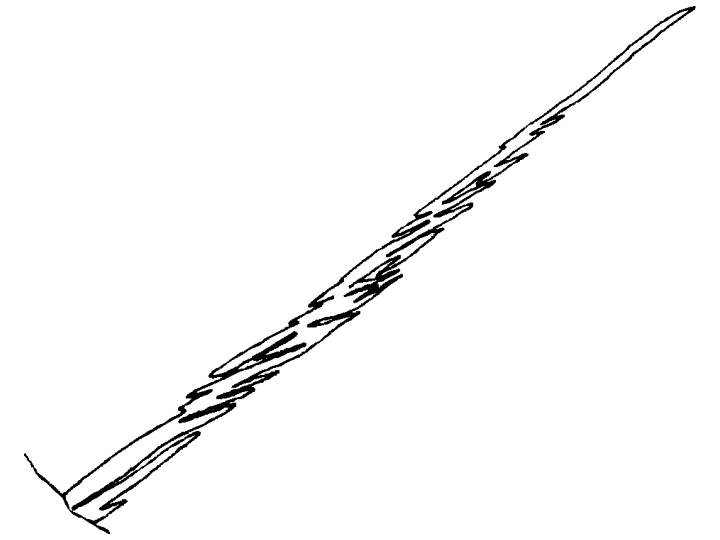
Rys. 1. Szkic listwy bainitu

- dobra odporność na pękanie[2][3][4].

## Morfologia
Zarówno bainit górny, jak i dolny charakteryzują się tym, iż składają z kolonii płytek ferrytu oddzielonych od siebie przez nieprzemieniony austenit, martenzyt i cementyt. Płytki ferrytu w poszczególnych skupiskach nie są od siebie izolowane, ale połączone w trzech wymiarach. Przyjmują uprzywilejowaną orientację krystalograficzną. Wykazano, że cieńsze końce płytek ferrytu swoje zarodkowanie rozpoczynały na granicy byłego austenitu, dlatego bardzo często przyjmują one kształt długich listew albo soczewek (patrz rys. 1).

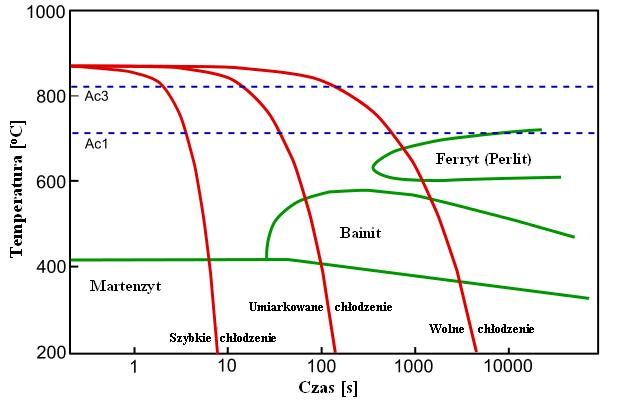
Rys. 2. Schemat wykresu CTPc dla stali uwzględniający zakresy istnienia bainitu oraz umiarkowanej prędkości chłodzenia.

## Hartowanie bainityczne
Hartowanie bainityczne to obróbka cieplna obejmująca austenityzowanie z następującym hartowaniem stopniowym do temperatury powyżej Ms z szybkością nie pozwalającą na powstanie ferrytu lub perlitu i wygrzewaniu w tej temperaturze dla zapewnienia całkowitej lub częściowej przemiany austenitu w bainit. Koniec chłodzenia do temperatury otoczenia może przebiegać z dowolną szybkością.
Hartowanie bainityczne polega na chłodzeniu stali z szybkością mniejszą od krytycznej lub stosuje się chłodzenie z wytrzymaniem izotermicznym powyżej temperatury Ms, aż do zajścia przemiany bainitycznej.
Najsilniej na obniżenie temperatury Bs wpływają pierwiastki:
- węgiel,
- mangan,
- chrom,
- molibden,
- nikiel.

Zależność dana jest wzorami:
- przy ciągłym chłodzeniu

Bs (°C) = 830 °C – 270% C – 90% Mn – 37% Ni – 70% Cr – 83% Mo
- przy zastosowaniu wytrzymania izotermicznego

Bs (°C) = 721 °C – 598% C – 85% Mn – 43% Cr
Wystąpienie bainitu dolnego na przekroju miarodajnym hartowanego elementu jest jednym z postulatów kryterium wystarczającej hartowności.

## Zastosowanie
- stale bainityczne po kontrolowanym walcowaniu
- stale z dużą odkształcalnością
- stale z efektem TRIP (jako jeden z istotnych składników)
- ultraniskowęglowe stale bainityczne ULCB
- bezwęglikowe wysokowytrzymałe stale bainityczne
- wysokowytrzymałe stale bainityczne do obróbki cieplno-mechanicznej
- stale bainityczne na szyny kolejowe
- stale na elementy tłumiące drgania (stabilne konstrukcje przeciwko trzęsieniu ziemi)[2][3][4].
- żeliwo ADI na odlewy korpusów obrabiarek, wały korbowe, koła zamachowe